# Опсада Сиракузе (877—878)
Друга опсада Сиракузе (877—878) довела је до пада византијске престонице Сицилије под аглабидску власт.

## Опсада
Аглабиди нису успели да освоје Сиракузу приликом првог покушаја (827—828). Након неуспешне опсаде, повукли су се са територије града на југозападни део острва одакле су започели споро освајање острва. Полако су почели да освајају западне и централне делове острва. У августу 877. године, муслимански командант Џафер ибн Мухамед ел Тамини повео је велику војску у понован напад на Сиракузу. Оставши без подршке византијског цара Василија I, град је освојен 20/21. маја 878.
Након освајања Сиракузе, Византија је држала само неколико места на острву. Коначно освајање Сицилије муслимани су извршили победом код Таормина 902. године.